# 文件管理器 (Windows)
文件管理器（英語：File Manager）是Microsoft Windows在1990年至1999年的产品中附带的文件管理器程序。它是一个单实例的图形界面，取代了MS-DOS的命令行界面来管理文件（复制、移动、打开、搜索等）。尽管文件管理器在Windows 95和Windows NT 4.0及之后的一些版本中也有提供，Windows Explorer后被引入并作为主要的文件管理器。

## 概述
此程序的界面会在左侧面板显示目录列表，在右侧面板显示当前目录内容的列表。文件管理器允许用户创建、重命名、移动、打印、复制和搜索，以及删除文件与目录、设置权限（属性；包括存档、只读、隐藏和系统），还有关联各文件类型的打开程序。另外还有标签和格式化磁盘，管理文件夹的文件共享，以及连接和断开网络驱动器的工具。在Windows NT系统上，它还可以设置NTFS分区上的文件或文件夹的ACL ，借助shell32安全配置对话框（也被Explorer和其他Windows文件管理器使用）。在NTFS驱动器上，用户可以压缩单个文件或整个文件夹。
文件管理器的Windows NT版本允许用户更改目录、文件、网络和用户权限。
从Windows 95和Windows NT 4.0开始，文件管理器被Windows Explorer取代。不过WINFILE.EXE程序仍存在于Windows 95、Windows 98和Windows Me（16位可执行文件）及Windows NT 4.0（32位可执行文件）中。32位版WINFILE.EXE文件（4.0.1381.318）在Windows NT 4.0 Service Pack 6a（SP6a）中分发。最后一个16位版WINFILE.EXE文件（4.90.3000）在Windows Me操作系统中分发。
Ian Ellison-Taylor是Windows 3.1团队中负责文件管理器和打印管理器壳层的开发人员。

## 版本

### 16位
文件管理器的原始版本是一个16位程序，它支持那时使用的8.3文件名。
它不支持扩展的文件名，直至Windows 95——包含长文件名和文件名包含空格的支持。
在Windows 3.1x和Windows for Workgroups 3.1x中分发的16位版本存在2000年问题。微软后为所有Windows 3.1x环境分发了纠正后的二进制文件。

### Windows NT
文件管理器曾被重写为适用Windows NT的32位程序。新的版本纠正了长文件名的处理和支持NTFS文件系统。它被包含于Windows NT 3.1、3.5、3.51和4.0。

### Windows 10
2018年4月，微软将文件管理器源代码以MIT許可證释出，并可在Windows 10上运行
。2019年1月21日，微软以UWP应用的形式将文件管理器发布至Windows商店。